# Андреас Кнебель
Андреас Кнебель  (нім. Andreas Knebel, 21 червня 1960) — німецький легкоатлет, олімпійський медаліст.

## Виступи на Олімпіадах
| Олімпіада   | Дисципліна              | Місце |
| ----------- | ----------------------- | ----- |
| Москва 1980 | естафета 4 x 400 метрів | 2     |